# 弗蘭茨湖
52°35′38″N 9°34′2″E / 52.59389°N 9.56722°E

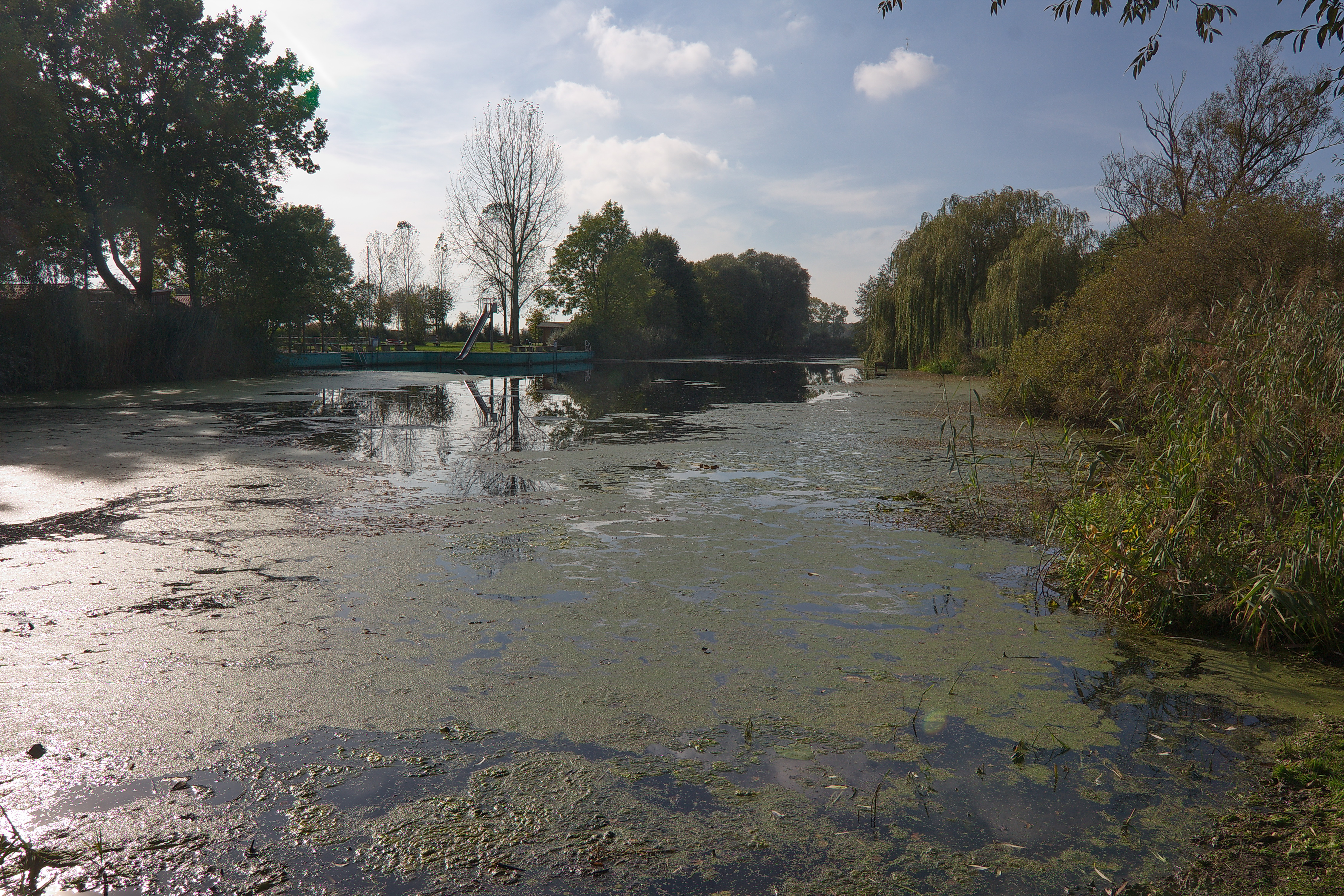

弗蘭茨湖（德語：Franzsee），是德國的湖泊，位於該國西北部，由下薩克森州負責管轄，處於呂本山麓諾伊施塔特，長0.2公里，面積0.006平方公里，平均水深3米，最大水深4米。